# Arcueil - Cachan (métro de Paris)
Ne doit pas être confondu avec Gare d'Arcueil - Cachan.
Arcueil - Cachan est une future station de la ligne 15 du métro de Paris. Située à proximité de la gare d'Arcueil - Cachan, elle assurera la correspondance entre la ligne 15 et la ligne B du RER.

## Station
La future station d'Arcueil - Cachan du Grand Paris Express sera implantée sous les voies du RER B et le marché Carnot, à l'angle des avenues Carnot et Eyrolles,. 
Ses quais seront à une profondeur de −24 m.

## Correspondances
La station devrait être desservie par la ligne B du RER et par les lignes de bus 162, 187, 193, v3 et v4 (sauf réorganisation d'ici l'ouverture de la station).

## Construction
Pour la réalisation de la station, la Société du Grand Paris a acquis en mars 2013 une parcelle de 3 513 m2 dont une partie accueillait le marché Carnot qui a été reconstruit un peu plus loin. L'hôtel Kyriad et cinq maisons ont également été démolis.
La société SETEC TPI / INGEROP et le cabinet d’architecte ar.thème associés ont été choisis pour l'ingénierie et l'architecture de cette station. Cette section de la ligne 15 a été déclarée d'utilité publique le 24 décembre 2014. Les travaux préparatoires se sont déroulés d’avril 2015 à fin 2016 et le génie civil a commencé en 2017. Le génie civil de la station est réalisé par un groupement d’entreprises piloté par Vinci Construction Grands Projets. La mise en service est prévue à l'horizon 2026,.
Le sculpteur français Vincent Mauger conçoit une œuvre artistique pour la station Arcueil - Cachan en coordination avec l'architecte Jean-Pierre Vaysse.
La station comportera également sur ses quais une fresque de Felix Pfäffli.
En novembre 2017, un ouvrage de 3 000 tonnes est installé pour permettre aux voies du RER B d'enjamber la future station.
Les travaux de parois moulées se sont terminés fin 2018. En avril 2019, la station a servi de point de départ à un tunnelier, Amandine, qui creuse vers l'est.
Le tunnelier Ellen est arrivé à la station, point final de son parcours, le 6 avril 2021, et l’extraction des agrégats a cessé quelques jours après, suivie du retrait de la roue broyeuse.
La première grande étape, consistant à réaliser les travaux de génie civil, s’est achevé à l’été 2022. Les équipes du groupement CAP ont cédé leur place à celles d’Eiffage en charge des aménagements intérieurs (cloisons, maçonneries, réseaux, etc.) et aux équipements (armoires électriques, escaliers mécaniques, ascenseurs, automatismes de conduite, etc.). Les compagnons réalisent actuellement les finitions du sol au plafond pour habiller la future gare. Parmi les avancées visibles par-delà les palissades, la pose du revêtement de briques en terre cuite à l’extérieur du bâtiment voyageurs.